# 衛協
衛協（？—？），西晋画家。

## 生平
早年师法曹不兴，擅绘神仙、佛像，描法细如蛛丝，与张墨并称「画圣」，作品有《上林苑》、《北风诗》等图。谢赫评其画云：“古画皆略，至协始精。‘六法’之中，迨为兼善。虽不该备形似，颇得壮气。”